# Míchel Salgado
Miguel Ángel Salgado Fernández (As Neves, Pontevedra, 22 de octubre de 1975), conocido deportivamente como Míchel Salgado, es un exfutbolista español. Actualmente es seleccionador de la selección nacional sub-15 de fútbol de Arabia Saudita. Actualmente reside en Dubái, Emiratos Árabes Unidos, donde es fundador y dueño desde el 2020 del club de fútbol emiratí Fursan Hispania FC, cuyo equipo milita en la segunda división del país.

## Trayectoria

### Inicios
Comenzó su carrera como futbolista en las categorías inferiores del SD Cristo de la Victoria, más tarde comenzó a jugar en las categorías inferiores del Celta de Vigo. En la temporada 1994-95 dio el salto a la primera plantilla del equipo vigués.

### Real Club Celta de Vigo
Tras estar cedido en la UD Salamanca la temporada 1996-97, Salgado volvió al Celta de Vigo, donde se consolidó como uno de los mejores defensas del fútbol español, lo cual le llevó a la selección de fútbol de España en 1998.

### Real Madrid Club de Fútbol
En verano de 1999 el Real Madrid se hace con los servicios del lateral gallego abonando un traspaso de doce millones de euros. Precisamente, debutó en primera división con el Celta de Vigo cuatro temporadas antes contra el Real Madrid en el Santiago Bernabéu, en un partido en el que el equipo celeste cayó derrotado por 4-0.

En el conjunto madridista se convierte en uno de los mejores laterales del fútbol europeo, cosechando éxitos, sobre todo en sus primeros años. En su primera campaña, la 1999-00, se proclama campeón de la Liga de Campeones. En dicha final, Salgado es titular y da una asistencia de gol a Morientes, que lograría inaugurar el marcador ante el Valencia Club de Fútbol, en la primera final del torneo entre dos equipos de un mismo país.
Tras afianzarse en el equipo titular, en la temporada 2000-01, Salgado se proclama campeón de liga por primera vez en su carrera deportiva.
Al inicio de su tercera campaña, la 2001-02, se proclama campeón de la Supercopa de España ante el Real Zaragoza y, al término de la campaña, disputa su segunda final de la Liga de Campeones de la UEFA 2001-02, proclamándose campeón de Europa por segunda vez, esta ante el Bayer 04 Leverkusen por 2-1 y siendo titular de nuevo en la final. Sería la mejor campaña, estadísticamente hablando, de Michel. Disputó un total de 54 partidos entre todas las competiciones.
Su cuarta temporada en el Real Madrid, la campaña 2002-03, comenzaría con la conquista de un nuevo título, la Supercopa de Europa ante el Feyenoord de Róterdam por 3-1. Salgado sería también titular en esta final.
En diciembre de esa misma campaña, se proclamaría campeón de la Copa Intercontinental entre el campeón de Europa y el campeón de la Copa Libertadores de América. La final, disputada ante el Club Olimpia paraguayo, finalizó con un 2-0 a favor del Real Madrid, siendo Míchel Salgado nuevamente titular. Con la conquista de este último título, Michel Salgado lograba todos los títulos a nivel de clubes salvo la Copa del Rey, competición en la que perdió dos finales, la de 2001-02 y, posteriormente, la de la campaña 2003-04.
La temporada 2002-03 finaliza con la consecución de su segunda liga, tras un duelo hasta el final del campeonato ante la Real Sociedad de Fútbol.
Su quinta campaña, la 2003-04, comienza con la consecución de su segunda Supercopa de España. Su rival en la final sería el Real Club Deportivo Mallorca y Michel disputó tanto el partido de ida, como el de vuelta. El gran inicio de campaña y la llegada al tramo final de competición con opciones de conquista en todas las competiciones no fue suficiente para revalidar títulos y el equipo llegó al tramo final de la temporada bastante flojo, lo que supuso un fiasco en una temporada que comenzó bien, pero con muchos cambios.

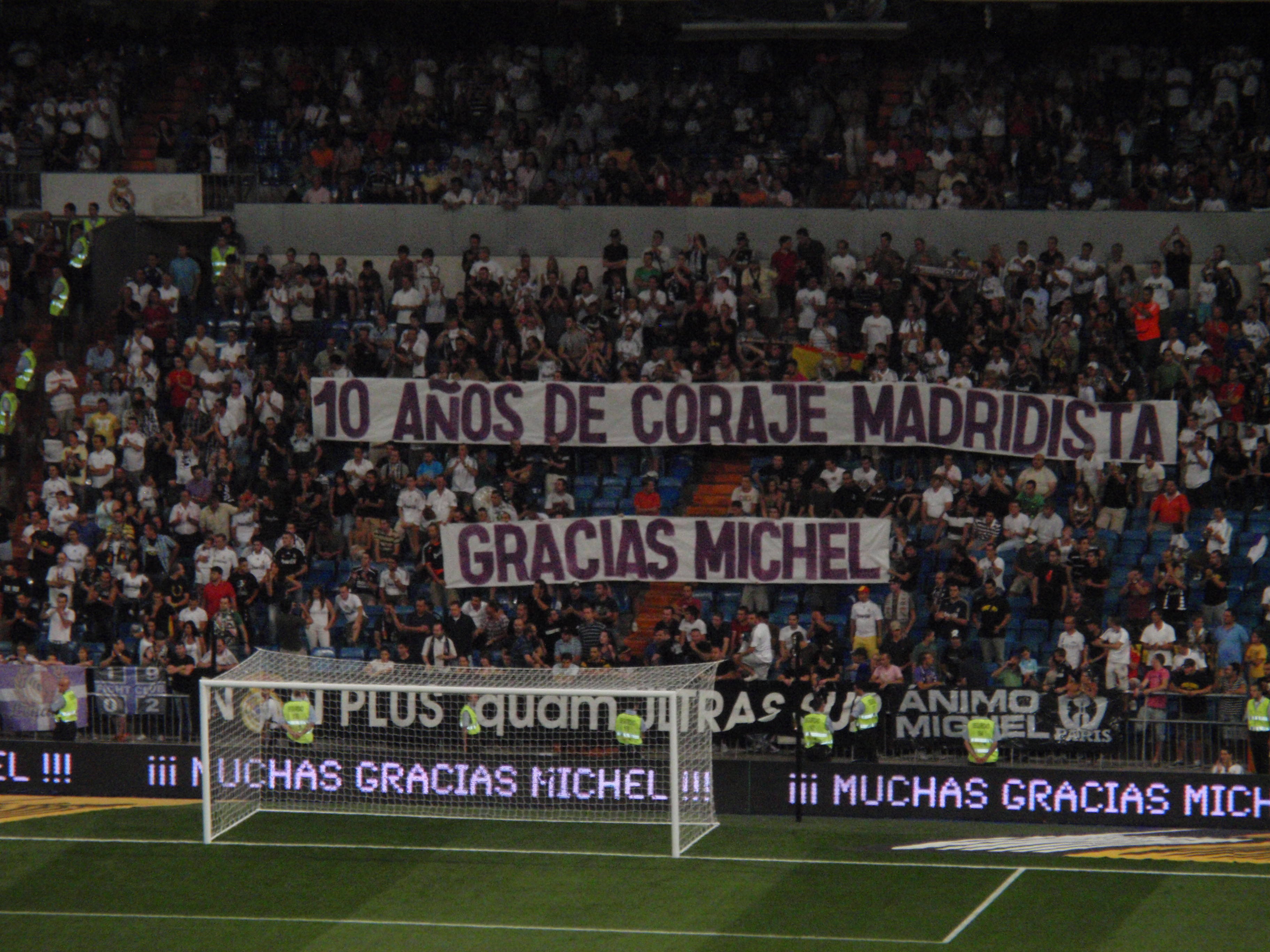
Pancartas de despedida y agradecimiento en el fondo sur del Bernabéu.

Tras dos temporadas sin títulos, la 2004-05 y la 2005-06, Michel arrancó su octava campaña en el Real Madrid, la 2006-07, tras haber disputado muchos partidos en las siete campañas anteriores. Se esperaba que siguiera siendo titular indiscutible, pero diversos problemas físicos hicieron que participase menos. No obstante y tras tres campañas sin ganar el campeonato nacional, Michel Salgado logró su tercera Liga en un mano a mano final entre el Real Madrid y el Fútbol Club Barcelona que cayó del lado del conjunto madrileño. Michel disputó el decisivo partido de la jornada 38 ante el Real Club Deportivo Mallorca, en el que el conjunto blanco se proclamó campeón.
Su novena campaña, la 2007-08, trajo la conquista de un nuevo campeonato. Supuso la cuarta liga para Michel, la segunda de manera consecutiva. A diferencia de la anterior, el paso por el campeonato fue mucho más holgado y el Real Madrid se proclamó campeón con varias jornadas de antelación. Se confirmó la disminución en la participación en el juego del lateral gallego.
La temporada 2008-09 comenzó con la disputa de la Supercopa de España ante el Valencia Club de Fútbol. Salgado lograría su tercera Supercopa tras lograr imponerse el conjunto madridista por un global de 6-5 (3-2 en la ida y 4-2 en la vuelta en el Estadio Santiago Bernabéu. Michel disputó el partido de ida como titular. Este sería el último título de Michel Salgado con el Real Madrid, cerrando un palmarés a la altura de muy pocos jugadores y que alcanzó los 11 trofeos: 4 Ligas, 2 Ligas de Campeones, 1 Supercopa de Europa, 3 Supercopas de España y 1 Copa Intercontinental.
El jugador gallego logró convertirse en uno de los capitanes del conjunto blanco.

### Paso por el fútbol inglés: Blackburn Rovers Football Club

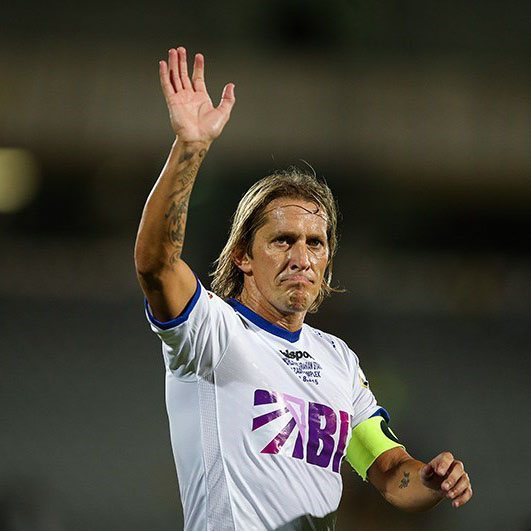
Míchel en un partido benéfico en Teherán

Tras diez años en el club merengue, el 4 de agosto de 2009, el Real Madrid y Salgado rompen su relación contractual de mutuo acuerdo y este anuncia posteriormente su fichaje por el Blackburn Rovers Football Club por dos temporadas, renovando por este mismo equipo por una temporada más.
Tras la temporada 2012-2013 a

### Regreso momentáneo al fútbol: CAI
Volvió a sus 42 años a jugar al fútbol profesional en un partido oficial con el Club Atlético Independiente de La Chorrera de Panamá. El CAI conquistó la Liga Panameña de Fútbol (LPF), sumando un título más en su carrera.

### Director deportivo en el Paphos FC
A principios de 2021 se convierte en director deportivo del Paphos FC chipriota.También fue entrenador interino de dicho equipo en los últimos partidos de las temporadas 21/22 y 22/23.
Selección de fútbol sub-15 de Arabia Saudita
A día de hoy, es el seleccionador de la selección nacional de fútbol sub-15 de Arabia Saudita, por la cual firmó a mediados de 2024.

## Selección nacional
Ha sido 53 veces internacional absoluto con la selección española. Su debut se produjo el 5 de septiembre de 1998, en un partido en el que  Chipre se impuso 3-2 a España.
Ha participado en la fase final de la Eurocopa 2000 de Bélgica y los Países Bajos y en la de la Copa Mundial de Fútbol de 2006, en Alemania. No pudo ser convocado para el Mundial de Corea del Sur y Japón 2002 ni para la Eurocopa 2004 de Portugal, debido a que sufrió lesiones de último momento.
Su último partido como internacional fue el Irlanda del Norte 3-2 España el 6 de septiembre de 2006.
Además jugó dos partidos con la selección sub-19, 5 (1 gol) con la sub-20 y 10 con la sub-21.

### Participaciones en Copas del Mundo
| Edición             | Sede     | Resultado        |
| ------------------- | -------- | ---------------- |
| Copa del Mundo 2006 | Alemania | Octavos de final |

### Participaciones en Eurocopas
| Edición       | Sede                   | Resultado        |
| ------------- | ---------------------- | ---------------- |
| Eurocopa 2000 | Bélgica y Países Bajos | Cuartos de final |

## Vida personal
Su esposa es Malula Sanz, hija del expresidente del Real Madrid Lorenzo Sanz, con quien se casó el 5 de julio de 2000. Tienen tres hijos: María Luz (nacida el 4-1-2003), quien es cantante, conocida como Malu Salgado, Miguel (17-2-2005), quien también es futbolista y juega para el Estoril Praia, y Alán (1-10-2009). Además, Salgado es cuñado del expresidente del Málaga CF Fernando Sanz y tío de Paco Sanz Mora, jugador del UD Almería B.

## Estadísticas

### Clubes
| Celta B · España | 2.ªB          | 1996-97       | 20  | 1 | 0  | 0 | 0  | 0 | 20  | 1  |
| Celta B · España | 2.ªB          | 1997-98       | 0   | 0 | 0  | 0 | 0  | 0 | 0   | 0  |
| Celta B · España | Total club    | Total club    | 20  | 1 | 0  | 0 | 0  | 0 | 20  | 1  |
| Celta de Vigo · España | 1.ª           | 1994-95       | 14  | 0 | 1  | 0 | 0  | 0 | 15  | 0  |
| Celta de Vigo · España | 1.ª           | 1995-96       | 18  | 0 | 5  | 0 | 0  | 0 | 23  | 0  |
| Celta de Vigo · España | Total club    | Total club    | 32  | 0 | 6  | 0 | 0  | 0 | 38  | 0  |
| UD Salamanca · España | 2.ª           | 1996-97       | 36  | 1 | 2  | 0 | 0  | 0 | 38  | 1  |
| UD Salamanca · España | Total club    | Total club    | 36  | 1 | 2  | 0 | 0  | 0 | 38  | 1  |
| Celta de Vigo · España | 1.ª           | 1997-98       | 25  | 0 | 5  | 0 | 0  | 0 | 30  | 0  |
| Celta de Vigo · España | 1.ª           | 1998-99       | 35  | 3 | 2  | 0 | 7  | 0 | 44  | 3  |
| Celta de Vigo · España | Total club    | Total club    | 60  | 3 | 7  | 0 | 7  | 0 | 74  | 3  |
| Real Madrid · España | 1.ª           | 1999-00       | 29  | 0 | 4  | 0 | 18 | 0 | 51  | 0  |
| Real Madrid · España | 1.ª           | 2000-01       | 27  | 1 | 0  | 0 | 12 | 0 | 39  | 1  |
| Real Madrid · España | 1.ª           | 2001-02       | 35  | 0 | 7  | 1 | 14 | 0 | 56  | 0  |
| Real Madrid · España | 1.ª           | 2002-03       | 35  | 0 | 0  | 0 | 17 | 1 | 52  | 1  |
| Real Madrid · España | 1.ª           | 2003-04       | 35  | 1 | 9  | 0 | 10 | 0 | 54  | 1  |
| Real Madrid · España | 1.ª           | 2004-05       | 30  | 2 | 1  | 0 | 9  | 0 | 40  | 2  |
| Real Madrid · España | 1.ª           | 2005-06       | 27  | 0 | 3  | 0 | 5  | 0 | 35  | 0  |
| Real Madrid · España | 1.ª           | 2006-07       | 16  | 0 | 0  | 0 | 1  | 0 | 17  | 0  |
| Real Madrid · España | 1.ª           | 2007-08       | 8   | 0 | 4  | 0 | 2  | 0 | 14  | 0  |
| Real Madrid · España | 1.ª           | 2008-09       | 9   | 0 | 3  | 0 | 1  | 0 | 13  | 0  |
| Real Madrid · España | Total club    | Total club    | 251 | 4 | 31 | 0 | 89 | 1 | 371 | 5  |
| Blackburn Rovers Inglaterra | 1.ª           | 2009-10       | 21  | 0 | 0  | 0 | 0  | 0 | 21  | 0  |
| Blackburn Rovers Inglaterra | 1.ª           | 2010-11       | 36  | 0 | 0  | 0 | 0  | 0 | 36  | 0  |
| Blackburn Rovers Inglaterra | 1.ª           | 2011-12       | 9   | 0 | 0  | 0 | 9  | 0 | 9   | 0  |
| Blackburn Rovers Inglaterra | Total club    | Total club    | 66  | 0 | 0  | 0 | 0  | 0 | 66  | 0  |
| CAI de La Chorrera · Panamá | 1.ª           | 2018          | 1   | 0 | 0  | 0 | 0  | 0 | 1   | 0  |
| CAI de La Chorrera · Panamá | Total club    | Total club    | 1   | 0 | 0  | 0 | 0  | 0 | 1   | 0  |
| Total carrera | Total carrera | Total carrera | 466 | 9 | 46 | 0 | 96 | 1 | 608 | 10 |
| (1) Incluye datos de Copa del Rey, Supercopa de España, FA Cup y Copa de la Liga de Inglaterra. (2) Incluye datos de Liga Europa de la UEFA, Liga de Campeones de la UEFA, Copa Mundial de Clubes de la FIFA, Supercopa de la UEFA y Copa Intercontinental. |               |               |     |   |    |   |    |   |     |    |

### Selección
No se encuentran datos con su selección Sub-21 en ninguna competición aunque se sabe que las jugó.
| 1998 | —             | —  | — | —  | — | — | — | —  |   |
| Total | —             | —  | — | —  | — | — | — | —  |   |
| Absoluta · España | 1998          | 1  | 0 | 2  | 0 | — | — | —  | 0 |
| Absoluta · España | 1999          | 3  | 0 | 6  | 0 | — | — | 3  | 0 |
| Absoluta · España | 2000          | 1  | 0 | 4  | 0 | — | — | —  | 0 |
| Absoluta · España | 2001          | —  | — | —  | — | — | — | —  | — |
| Absoluta · España | 2002          | 3  | 0 | 2  | 0 | — | — | 5  | 0 |
| Absoluta · España | 2003          | 5  | 0 | 6  | 0 | — | — | 10 | 0 |
| Absoluta · España | 2004          | 5  | 0 | 3  | 0 | — | — | 8  | 0 |
| Absoluta · España | 2005          | 1  | 0 | 6  | 0 | — | — | 5  | 0 |
| Absoluta · España | 2006          | 3  | 0 | 2  | 0 | 1 | 0 | 5  | 0 |
| Absoluta · España | Total         | 22 | 0 | 30 | 0 | 1 | 0 | 53 | 0 |
| Total carrera | Total carrera | 22 | 0 | 30 | 0 | 1 | 0 | 53 | 0 |
| (1) Incluye datos del Europeo Sub-17, Eurocopa Sub-21, Eurocopa y procesos clasificatorios. (2) Incluye datos de la Copa Mundial y procesos clasificatorios. |               |    |   |    |   |   |   |    |   |

### Resumen Estadístico
| Club                | País                | Período               | Partidos | Goles |
| ------------------- | ------------------- | --------------------- | -------- | ----- |
| Celta B             | España              | 1993-1995             | 20       | 1     |
| Celta de Vigo       | España              | 1994-1996 y 1997-1999 | 112      | 3     |
| Salamanca           | España              | 1996-1997             | 38       | 1     |
| Real Madrid         | España              | 1999-2009             | 371      | 5     |
| Blackburn Rovers    | Inglaterra          | 2009-2012             | 66       | 0     |
| CAI                 | Panamá              | 2018                  | 1        | 0     |
| Selección de España | Selección de España | 1998-2006             | 53       | 0     |
| Total en su carrera |                     |                       | 661      | 10    |

## Palmarés

### Títulos nacionales
| Título             | Club              | Año  |
| ------------------ | ----------------- | ---- |
| Campeonato de Liga | Real Madrid C. F. | 2001 |
| Supercopa          | Real Madrid C. F. | 2001 |
| Campeonato de Liga | Real Madrid C. F. | 2003 |
| Supercopa          | Real Madrid C. F. | 2003 |
| Campeonato de Liga | Real Madrid C. F. | 2007 |
| Campeonato de Liga | Real Madrid C. F. | 2008 |
| Supercopa          | Real Madrid C. F. | 2008 |
| Campeonato de Liga | CAI La Chorrera   | 2018 |

### Títulos internacionales
Nota * : incluyendo la selección.
| Título                | Equipo *          | Año  |
| --------------------- | ----------------- | ---- |
| Europeo (sub-21)      | España (sub-21)   | 1998 |
|                       |                   |      |
| Liga de Campeones     | Real Madrid C. F. | 2000 |
| Liga de Campeones     | Real Madrid C. F. | 2002 |
| Supercopa de Europa   | Real Madrid C. F. | 2002 |
| Copa Intercontinental | Real Madrid C. F. | 2002 |